# Khamseua Bounheuang
Khamseua Bounheuang (ur. 12 września 1953) – laotański strzelec, olimpijczyk. 
Brał udział w Letnich Igrzyskach Olimpijskich 1980 jako jeden z sześciu reprezentantów Laosu w strzelectwie (był najstarszym z nich). Startował jedynie w konkurencji karabinu małokalibrowego leżąc z odl. 50 m, w której zajął przedostatnie, 55. miejsce (wyprzedził jedynie swojego rodaka Hatha). Do zwycięzcy Bounheuang stracił 43 punkty.

## Wyniki olimpijskie
| Igrzyska | Konkurencja                       | Wynik                           | Miejsce    | Źródło |
| -------- | --------------------------------- | ------------------------------- | ---------- | ------ |
| IO 1980  | Karabin małokalibrowy leżąc, 50 m | 556 punktów (92-96-98-93-92-85) | 55 (na 56) | [ 1 ]  |